# Hoya pentaphlebia
Hoya pentaphlebia är en oleanderväxtart som beskrevs av Elmer Drew Merrill. Hoya pentaphlebia ingår i släktet Hoya och familjen oleanderväxter. Inga underarter finns listade i Catalogue of Life.